# Station Hannover-Linden/Fischerhof
Station Hannover-Linden/Fischerhof (Bahnhof Hannover-Linden/Fischerhof) is een spoorwegstation in de Duitse stad Hannover, op de grens van de stadsdelen Linden-Süd en Ricklingen, in de deelstaat Nedersaksen. Het station ligt aan de spoorlijn Hannover - Soest, de goederenspoorlijn om het centrum van Hannover passeert het station. Het station bestaat uit twee delen, het reizigersstation Hannover-Linden/Fischerhof en het goederenstation Hannover-Linden.

## Ontwikkeling

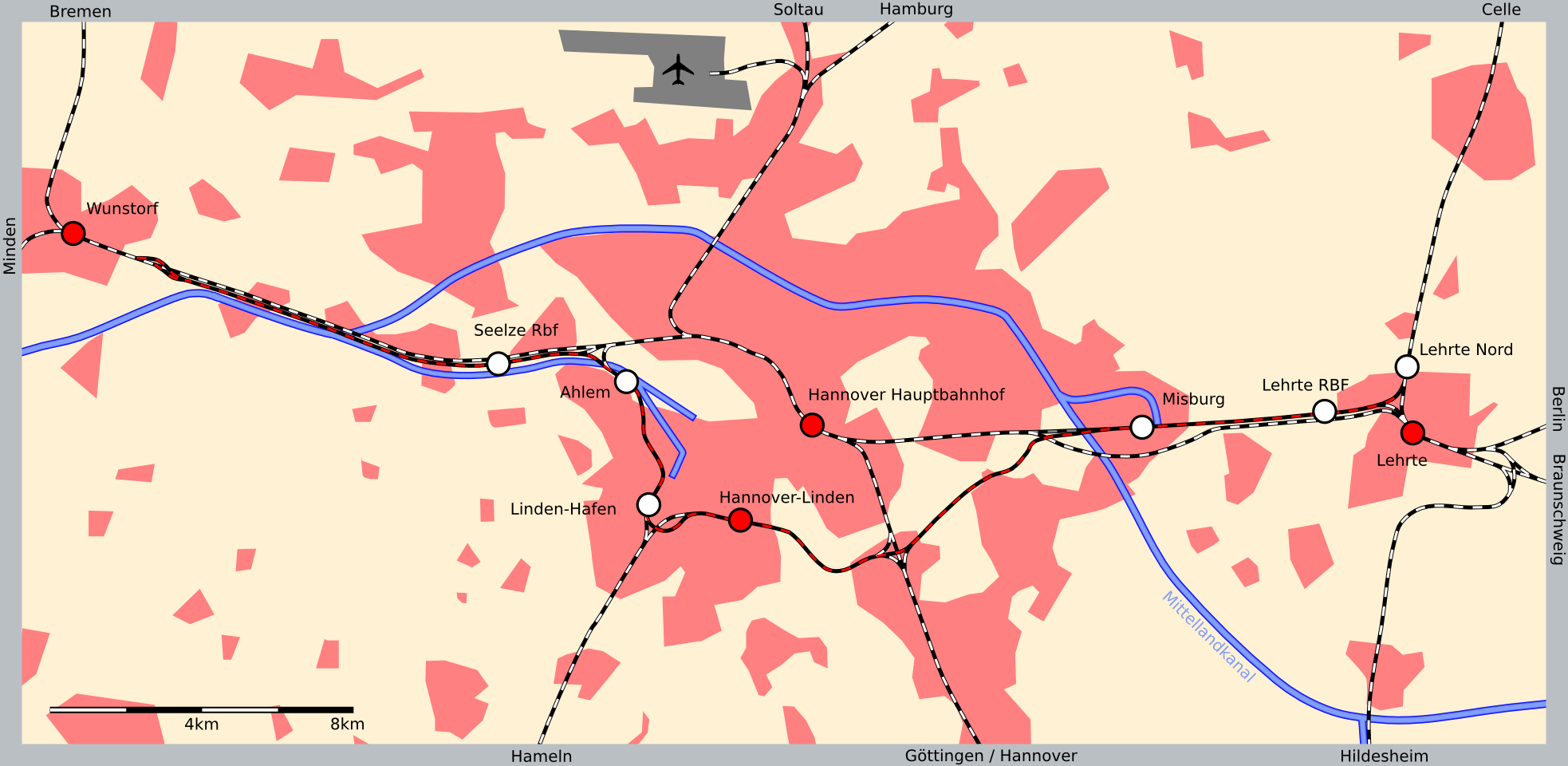
Locatie station Hannover-Linden in Hannover

Het station Linden-Fischerhof ontstond in 1872 bij het dorp Linden bij de bouw van de spoorlijn Hannover Süd - Altenbeken door de Hannover-Altenbekener Eisenbahn-Gesellschaft (HAE). Over de in Weetzen aftakkende Deisterbahn kon de in Deister gedolven steenkool naar het nog zelfstandige Linden gebracht worden. Een zijlijn liep vanaf station Linden naar station Küchengarten, over een spooraansluiting voor de industrie in Linden.

### Naam
De naam Fischerhof berust op een boerderij met visteelt en een pension, dat begin achttiende eeuw op het huidige stationsterrein bevond. Toen de gemeente Linden bij de gemeente Hannover werd opgenomen, veranderde de naam Linden naar Hannover-Linden, Linden-Küchengarten werd Hannover-Küchengarten. Hierdoor verdween het onderscheid tussen de beide stations van Linden. In de volksmond bleef de naam "Fischerhof" veel in gebruik, waardoor vaak de foutieve naam "Fischerbahnhof" werd gebruikt. Tegenwoordig is de naam Fischerhof bij de stationsnaam toegevoegd.

## Verkeer

### Geschiedenis van het reizigersverkeer
In de beginjaren van het reizigersverkeer minder beduidend dan het goederenverkeer. Met de toenemende industrialisering veranderde dat snel, met de toenemende forenzen uit het Deistergebied met de trein naar het industriegebied in Linden reisde. Het vakwerkgebouw uit 1872 werd in 1966 gesloopt en in 1969 door een ongeveer 250 meter verder oostelijk liggende moderne gebouw vervangen. De tussenperrons werden door een eilandperron op 38 cm hoogte vervangen. Van het stationsgebouw liep alleen een tunnel naar het eilandperron. Door de Expo 2000 werd een nieuw station verder oostelijk gepland, maar kon door de vele andere werkzaamheden niet meer verplaatst worden. Het eilandperron werd met een noodconstructie op een hoogte van 76 cm gebracht. Het voorgaande station Hannover-Linden werd op mei 2006 voor het reizigersverkeer gesloten en door een 500 meter oostelijker liggende S-Bahn-station Hannover-Linden/Fischerhof vervangen.

### S-Bahn-station
Door het Wereldkampioenschap voetbal 2006 werd een nieuw knoopstation tussen de S-Bahn en de Stadtbahn gebouwd. Op de verbrede brug over de Ricklinger Stadtweg ligt het huidige S-Bahn-station, onder de brug het tramstation van de Stadtbahn, die beide Stadtbahn-haltes "August-Holweg-Platz" en "Fischerhof/Fachhochschule" vervangen. De perrons van de Stadtbahn en de S-Bahn zijn door een trap en lift met elkaar verbonden. Door het verplaatsen van de S-Bahn-station kwam deze dichter bij de woongebieden van Ricklingen en Linden-Süd te liggen. Het station werd verknoopt met de Stadtbahn-lijnen 3, 7 en 17 evenals de buslijnen 100 en 200. In de directe nabijheid bevindt zich de Hogeschool Hannover, op loopafstand het HDI-Arena. De halte is geen eigen dienstregelingspunt, maar alleen een onderdeel. Bij de naamgeving werd besloten de oude naam in de tijd van de gemeente Linden terug te plaatsen (Fischerhof). Ook de naam Hannover-Linden/Ricklingen werd bediscussieerd.

### Huidige verbinding
De volgende treinseries doen het station Hannover-Linden/Fischerhof aan:
| Serie | Treinsoort             | Route | Bijzonderheden                     |
| ----- | ---------------------- | --- | ---------------------------------- |
| S1    | S-Bahn (DB Regio Nord) | Minden (Westf) – Haste – Seelze – Hannover Hbf – Hannover-Linden/Fischerhof – Weetzen – Barsinghausen – Haste                    |                                    |
| S2    | S-Bahn (DB Regio Nord) | Nienburg (Weser) – Seelze – Hannover Hbf – Hannover-Linden/Fischerhof – Weetzen – Barsinghausen – Haste                          | Zondags alleen Nienburg - Hannover |
| S21   | S-Bahn (DB Regio Nord) | Hannover Hbf – Hannover Bismarckstraße – Hannover-Linden/Fischerhof – Weetzen – Barsinghausen                                    | Alleen tijdens de spits            |
| S5    | S-Bahn (DB Regio Nord) | Hannover Flughafen – Hannover Hbf – Hannover Bismarckstraße – Hannover-Linden/Fischerhof – Hamelen – Bad Pyrmont – Paderborn Hbf | Flughafen - Hamelen 2x per uur     |
| S51   | S-Bahn (DB Regio Nord) | Seelze – Hannover Hbf – Hannover Bismarckstraße – Hannover-Linden/Fischerhof – Hamelen                                           | Alleen tijdens de spits            |

De volgende Stadtbahn-lijnen doen de halte "Bf. Linden/Fischerhof" aan:
| Lijn | Route |
| ---- | --- |
| 3    | Altwarmbüchen – Paracelsusweg – Noltemeyerbrücke – Hauptbahnhof – Kröpcke – Waterloo – Allerweg – Bf. Linden/Fischerhof – Wallensteinstraße – Wettbergen |
| 7    | Misburg – Paracelsusweg – Noltemeyerbrücke – Hauptbahnhof – Kröpcke – Waterloo – Allerweg– Bf. Linden/Fischerhof – Wallensteinstraße – Wettbergen        |
| 17   | Wallensteinstraße – Bf. Linden/Fischerhof – Allerweg – Schwarzer Bär – Humboldstraße – Goetheplatz – Steintor – Hauptbahnhof – Aegidientorplatz          |

## Goederenverkeer

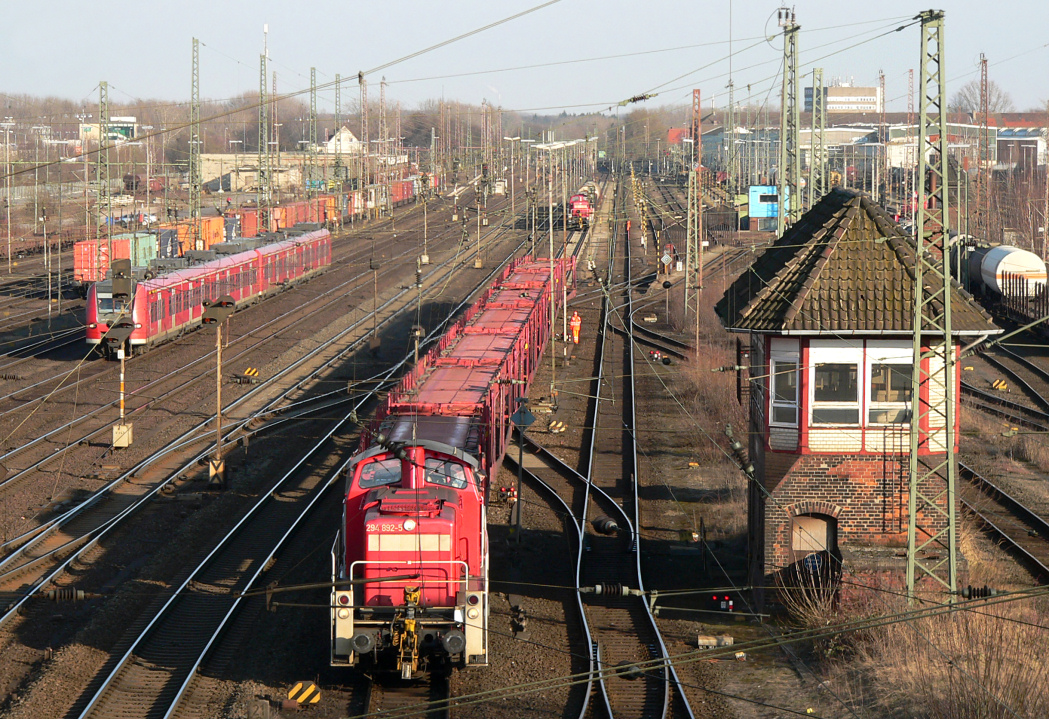
Goederenstation Hannover-Linden (2011)

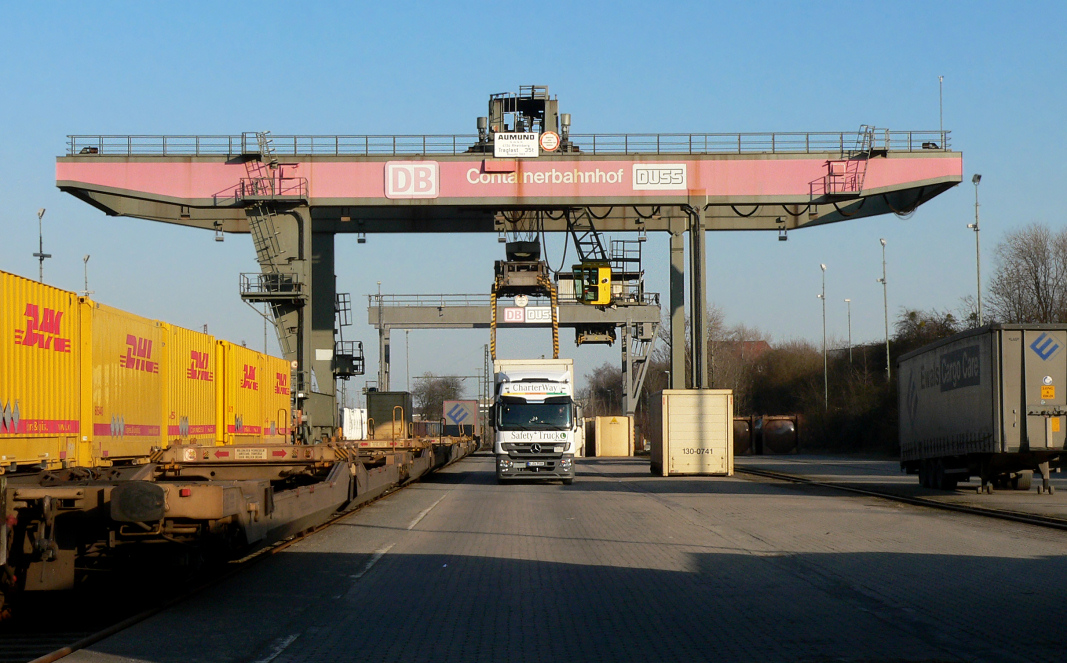
Containerterminal van het goederenstation (2011)

Direct naast het goederenstation Linden bevond zich de "Maschinenfabrik Georg Egestorff", de latere Hanomag, een van de eerste locomotieffabrikanten van Duitsland. De tijdelijke eigenaar was de spoorwegondernemer Bethel Henry Strousberg, die ook de HAE leidde. Door de directe spooraansluiting hoefde de locomotieven niet meer door de straten te worden getransporteerd naar het Staatsstation. Naar aanleiding van het gereedkomen van de goederenlijn om Hannover in 1909 werd het goederenstation Linden aanzienlijk uitgebreid en kreeg het een rangeerheuvel. In 1930 werd de spoorlijn naar Küchengarten stilgelegd. De bediening van Küchengarten volgde nu via de Havenspoorlijn van Linden, die op de goederenlijn om Hannover aansloot.
Hannover-Linden had een lange traditie als station voor het snelle goederenvervoer (het zogenaamde "rode net"). Goederentreinen met wissellaadbakken en opleggers werden hier gevormd en gelost. Ook worden hier wagens samengesteld voor de nachttreinen (Nachtsprung), die deels over de hogesnelheidslijn Hannover - Würzburg rijden. Daarnaast dient station Hannover-Linden als verdeelstation voor de enkele rijtuigen in de regio om Hannover. Vanaf hier vertrekken vaste goederentreinen in de richting van de Lüneburger Heide, het net van de OHE, naar Fallersleben, Alfeld, Voldagsen, Hamelen, Barsinghausen en de haven van Hannover. In het voor- en natransport is er ook een verbinding met het Rangeerstation Seelze. Hannover-Linden is het enige overgebleven centrale goederenstation voor Hannover. Hier worden ook de circus- en tentoonstellingstreinen verladen. Dit goederenstation wordt ook gebruikt door spoorbouwtreinen voor het gebied rond Hannover. Deze treinen worden dan hier opgesteld en naar de werkzaamheden gereden.

## Spoorgebouwen en -inrichtingen
Zuidelijk van het station lag de hoofdwerkplaats van de HAE, die na de nationalisering werd stilgelegd. Het gebouw werd in 1909-1910 door de uitbreidingen gesloopt. De toenmalige locomotiefloods werd door een werkplaats met ronde loods uitgebreid. De werkplaats Hannover-Linden werd in 1965 gesloten en in 1968 gesloopt. Op het vrij gekomen terrein werd een containeroverslagterrein met portaalkraan gebouwd.
Het station beschikt ten noorden van de spoorlijn over meerdere nevensporen, deels met lichthoofdseinen, een laadweg met een laadperron en een tankplaat voor dieselloks. Aan de zuidkant bevinden zich ook nevensporen met hoofdseinen en een rangeersysteem met rangeerheuvel. Het heuvelen wordt nog gedaan met gebruik van remschoenen.
Aan de noordwestkant staat ook het seinhuis Lf, type SpDrS 60. Het stuurt naast het station ook het station Ronnenberg, de aansluiting Empelde, aan de westkant het station Hannover-Linden Hafen en aan de oostkant de aansluitingen Hannover-Waldhausen en Hannover-Waldheim. De aangrenzende seinhuizen zijn Weetzen (type SpDrS 60V0, Hannover-Ahlem (E43) Hannover Hbf (ESTW, BZ Hannover), Hannover-Misburg (SpDrS 60) en Hannover-Wülfel (SpDrS 60). In het bereik van het seinhuis ligt de halte Empelde en Hannover-Bornum.

## Standplaats locomotieven
De eerste diesellocomotief die in Hannover-Linden gestationeerd was, was V 60 die later is afgelost door de V 90. Sinds 2012 zijn deze volledig door locomotieven van het type Gravita, Baureihe 261 en 265 vervangen.

## Lokale verbindingen
Het station beschikte vanaf 1877 over een paardentram uit de toen nog naburige stad Hannover, deze reed naar de Königsworther Platz. Rond 1900 werd de lijn geëlektrificeerd en het eindpunt van de tram van Hannover. In 1954 werd de vanaf 1892 bestaande tramlijn van station Linden tot Schwarzen Bär stilgelegd. Door de bouw van een snelweg door Hannover werd de straat die langs het station loopt, de Göttinger Straße, onderdeel van de Bundesstraße 6. Het station werd daardoor van stedelijk openbaar vervoer evenals de woonwijken Linden-Süd en Ricklingen afgesneden en verloor daardoor een flink aantal reizigers.

## Ongeval
Op zondagochtend 22 juni 1969 reed er een goederentrein het station Hannover-Linden binnen. Door een vastgelopen rem kwamen er veel vonken van de trein. Dit werd opgemerkt door de treindienstleider die de trein op een zijspoor zette. Door de vonken was de bodemplaat in brand gevlogen. De lading van deze wagon en vier anderen waren 216 granaten, kaliber 175mm, voor een M107-kanon. Door de brand explodeerde de lading, waardoor 12 mensen de dood vonden en 30 mensen (zwaar) gewond raakte. De explosie liet een krater met een doorsnede van 15 meter achter.
Er werd een gedenkplaat geplaatst ter hoogte van de goederenloods, deze is later verplaatst naar de onderdoorgang onder het S-Bahn-station.

## Deportatieplaats

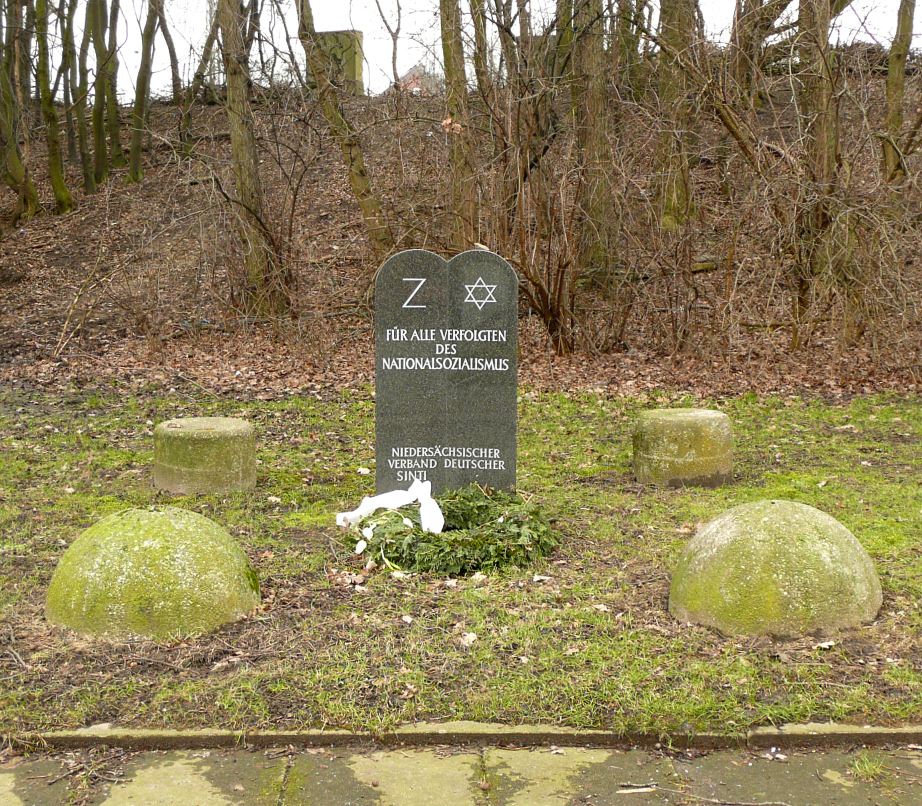
Gedenksteen bij de oude locatie van het station Fischerhof (2011)

Tussen 1941 en 1945 werd vanaf station Hannover-Linden acht transporten van Joden, Sinti en Roma vanuit de regio van Hannover en Hildesheim uit diverse getto's en concentratiekampen getransporteerd. Bij de eerste zeven transporten diende de Israëlische Tuinbouwschool Ahlem als verzamelplaats. De eerste trein bracht op 15 december 1941 ongeveer 1.000 mensen naar Riga. Twee volgende transporten volgde op 31 maart 1942 naar de Warschau en op 23 juni 1942 naar Theresienstadt. Een volgende transport ging direct naar Auschwitz.
In 1996 bereikte een vertegenwoordiger van Sinti en Roma een gedenksteen voor de gedeporteerde bij de voormalige ingang van het station.